# Сельское поселение Малое Ибряйкино
Сельское поселение Малое Ибряйкино — муниципальное образование в Похвистневском районе Самарской области.
Административный центр — село Малое Ибряйкино.

## Административное устройство
В состав сельского поселения Малое Ибряйкино входят:
- село Малое Ибряйкино,
- посёлок Журавлиха,
- посёлок Мартыновка,
- посёлок Перле-Вейса,
- посёлок Рябиновка,
- посёлок Скородумовка,
- посёлок Ягана-Ту,
- посёлок Ясная Поляна.